# Bóbitás fürj
A bóbitás fürj, más néven kaliforniai copfosfürj (Callipepla californica) a madarak osztályának tyúkalakúak (Galliformes) rendjébe és a fogasfürjfélék (Odontophoridae) családjába tartozó faj.

## Rendszerezése
A fajt George Shaw angol zoológus írta le 1798-ban, a Tetrao  nembe Tetrao californicus néven.

## Alfajai
- Callipepla californica achrustera (J. L. Peters, 1923)
- Callipepla californica brunnescens (Ridgway, 1884)
- Callipepla californica californica (Shaw, 1798)
- Callipepla californica canfieldae (van Rossem, 1939)
- Callipepla californica catalinensis (Grinnell, 1906)[2]

## Előfordulása
Kalifornia, Oregon, Nevada amerikai szövetségi államok, valamint Alsó-Kalifornia és Déli-Alsó-Kalifornia mexikói államok nyílt erdőségeinek és bokrosainak madara.
Betelepített madárként él Kanada, Korzika, Új-Zéland, Ausztrália, Argentína, Chile, a Juan Fernandez-szigetek, a King-sziget, a Norfolk-sziget és Hawaii területén.
Megpróbálták betelepíteni Ausztrália, Tasmania, Tahiti, a Fidzsi-szigetek, Tonga és a Dél-afrikai Köztársaság területére is, de ezek a kísérletek kudarccal végződtek.

## Megjelenése
Testhossza 23-27 centiméter, a hím testtömege 140-262 gramm, a tojóé 147-237 gramm. Kékesszürkés alapszínezetű, ezen fehér rajzolatok, a nyakán finom fehér pontok vannak. Barna fejtetője és fekete torka körül erősebb fehér vonal, testoldalán fehér sávok, a hasán pikkelyes rajzolat látható. Feje tetején mind két nemre jellemző előrenyúló, fekete bóbita van. 
A kakas fekete torka vékony fehér vonallal szegélyezett. A tojó egyszerű színezetű, pikkelyes mintázatú barna madár.
|  |  |

## Életmódja
A földön keresi növényi részekből, magokból, rovarokból és lárvákból álló táplálékát. Csapatokban táplálkozik és változtatja a helyét.

## Szaporodása
Aljnövényzetben lévő talajmélyedésbe rakja növényi anyagokból épített fészkét. Fészekalja 10-17 tojásból áll, melyen 22-23 napig költ.
|  |  |